# Andrei Sokolov
Andrei Yurievich Sokolov (em russo: Андрей Юрьевич Соколов; Vorkuta, 20 de março de 1963) é um jogador de xadrez da União Soviética e França com participação nos Torneios Interzonais de 1985 e 1988. No Torneio Interzonal de 1985, classificou-se para o Torneio de Candidatos de 1986 e no Torneio Interzonal de 1988, para o Torneio de Candidatos de 1989.
Participou das Olimpíadas de xadrez de Tessalônica 1984 e Dubai 1986 pela equipe soviética ajudando a equipe a conquistar a medalha de ouro por equipes. A partir de 2002, participou pela equipe francesa em Bled 2002 e Turim 2006.